# Вячеслав Невинни
Вячеслав Михайлович Невинни (на руски: Вячеслав Михайлович Невинный, 30 ноември 1934 г., Тула, СССР – 31 май 2009 г., Москва, Русия) е съветски и руски театрален и филмов актьор; Народен артист на СССР (1986).

## Биография
Вячеслав Невинни е роден на 30 ноември 1934 г. в Тула. Учи в 23-та железопътна гимназия в Тула. Завършва Школата-студио на Московския художествен театър (1959). Целият му творчески живот е свързан с Художествения театър „Чехов“, където Вячеслав Невинни служи с вяра и истина от 1959 г.
От 1960 г. се снима в киното („Случи се в милицията“, „Глава“, „Виринея“, „На седемте вятъра“, „Обещанието на небето“, „Късна любов“ и др.). Играе и в украински филми, например „Ако можете, простете“ (1984). През 2005 г. актьорът претърпява ампутация: във военната болница „А. В. Вишневски“ Вячеслав Невинни ампутира стъпалото на левия крак поради гангрена, усложнение на диабета. През 2006 г., поради усложнения на заболяването, актьорът ампутира втория си крак.
Вячеслав Невинни умира на 31 май 2009 г. на 74-годишна възраст в 16:30 московско време в апартамента си в Москва. Погребан е на 3 юни 2009 г. в „Алеята на актьорите“ на Троекуривското гробище в Москва.

## Семейство
Съпруга – Нина Гуляева (родена 1931 г.), Народна артистка на РСФСР (1969 г.).
- Син Вячеслав (роден през 1965 г.), актьор на Московския художествен театър на името на А. П. Чехов, заслужил артист на Руската федерация (2005 г.).
  - Внучки – Ивет (родена 1993 г.) и Василиса (родена 2001 г.).

## Избрана филмография
| Година | Заглавие на български                                       | Оригинално заглавие                                    | Роля                                 | Режисьор | Бележки |
| ------ | ----------------------------------------------------------- | ------------------------------------------------------ | ------------------------------------ | -------- | ------- |
| 1965   | „Тридесет и три“                                            | Тридцать три                                           | Василий Любашкин                     |          |         |
| 1966   | „Пази се от автомобила“                                     | Берегись автомобиля                                    | автомонтьор                          |          |         |
| 1975   | „Не може да бъде!“                                          | Не может быть!                                         | Зетят на Горбушкин, продавач на бира |          |         |
| 1977   | „Инкогнито от Петербург“                                    | Инкогнито из Петербурга                                | Артемий Земляника                    |          |         |
| 1977   | „Тези невероятни музиканти или новите съновидения на Шурик“ | Эти невероятные музыканты, или новые сновидения Шурика | камео                                |          |         |
| 1979   | „Гараж“                                                     | Гараж                                                  | Карпухин                             |          |         |
| 1980   | „За кибрит“                                                 | За спичками                                            | Юси Ватанен                          |          |         |
| 1985   | „Гостенка от бъдещето“                                      | Гостья из будущего                                     | Веселчак У, космически пират         |          |         |

## Награди
- Заслужил артист на РСФСР (31 декември 1969 г.) – за заслуги в областта на съветското театрално изкуство
- Народен артист на РСФСР (23 ноември 1977 г.) – за заслуги в областта на съветското театрално изкуство
- Народен артист на СССР (17 април 1986 г.) – за големи заслуги в развитието на съветското театрално изкуство
- Орден за приятелство на народите (28 октомври 1994 г.) – за заслуги в развитието на театралното изкуство[17]
- Орден за заслуги към отечеството III степен (23 октомври 1998 г.) – за многогодишна ползотворна дейност в областта на театралното изкуство и във връзка със 100-годишнината на Московския художествен академичен театър
- Орден за заслуги към отечеството IV степен (24 юни 2005 г.) – за големия му принос в развитието на театралното изкуство и дългогодишна творческа дейност